# هوشیارچله
هوشیارچله، روستایی از توابع بخش مرکزی شهرستان گیلانغرب در استان کرمانشاه ایران است.

## جمعیت
این روستا در دهستان چله قرار دارد و براساس سرشماری مرکز آمار ایران در سال ۱۳۸۵، جمعیت آن ۴۴۷ نفر (۹۲خانوار) بوده‌است.

## آثار تاریخی
سابقه سکونت در هوشیارچله به دوران پیش از اسلام می‌رسد. در این روستا آثار زیادی از دوران اشکانیان وجود دارد که مهم‌ترین آن‌ها عبارتند از:
- تپه قلاع هوشیار چله
- محوطه هوشیار چله ۱
- تپه هوشیار چله ۲
- محوطه هوشیار چله ۳